# Aïn El Hammam
Ain-El-Hammam là một đô thị thuộc tỉnh Tizi Ouzou, Algérie. Dân số thời điểm năm 2002 là 20.118 người.